# کستوفو
شهر کستوفو (به روسی: Кстово) در کشور روسیه و در اوبلاست نیژنی نووگورود واقع شده‌است.